# 刈間理介
刈間 理介（かりま りすけ）は日本の医学者。医学博士。

## 来歴
- 1979年 長野県松本深志高等学校卒業。
- 1986年 東京大学医学部医学科卒業。
- 東京大学医学部附属病院 救急部、国立水戸病院 外科レジデント、埼玉医科大学総合医療センター 救命救急センター助手、東京大学 医学部附属病院集中治療部助手などを経て、2003年から東京大学 環境安全研究センター助教授、2007年より同センター准教授を務めた。東京大学では環境安全本部の教員を兼任し、東京大学の安全管理体制の確立と運営に携わった。2017年4月より帝京平成大学 健康メディカル学部救急救命士コース教授に就任し、救急救命士を目指す学生の教育に従事していた。また、人事院安全専門委員会委員、日本安全教育学会理事、日本化学会防災小委員会委員などを務めている。

## 主な研究領域
救急医学、安全管理学、安全教育学、化学物質毒性学、細菌毒性学、敗血症の分子病態と治療、 労働安全衛生など。
敗血症、細菌毒性学の分野では、全反射レーザー蛍光顕微鏡（エバネッセント顕微鏡）を用いて、グラム陰性桿菌毒素であるエンドトキシン（LPS:Lipopolysaccharide：リポ多糖）の一分子レベルでの細胞表面における分子挙動のリアルタイム画像撮影に世界で初めて成功した。